# Bandera de Carbonero el Mayor

Bandera de Carbonero el Mayor.

La bandera de Carbonero el Mayor es el símbolo más importante de Carbonero el Mayor, municipio de la provincia de Segovia, comunidad autónoma de Castilla y León, en España. 

## Descripción
La bandera de Carbonero el Mayor se describe heráldicamente de la siguiente manera:

«Bandera cuadra gironada de amarillo y negro, con el escudo municipal al centro, en sus colores.»
Boletín Oficial de Castilla y León nº 96/1993